# Фредерік Баргхорн
Фредерік Чарльз Баргхорн (англ. Frederick Charles Barghoorn, 11 липня 1911, Квінс, Нью-Йорк — 26 листопада 1991, Вудбрідж, Коннектикут) — американський совєтолог, професор Єльського і Прінстонського університетів.

## Біографія
Народився 11 липня 1911 у Нью-Йорку, згодом родина переїхала в Дейтон, штат Огайо. Він отримав ступінь бакалавра в коледжі Амхерст, а 1935 року закінчив Гарвардський університет, отримавши ступінь доктора історії. Після цього працював у Державному департаменті у Вашингтоні в 1930-х роках.
У 1943—1947 роках — прес-аташе Посольства США у Москві.
У 1949—1951 роках очолював Федеральний проєкт з вивчення радянського суспільства на базі інформації, отриманої від радянських перебіжчиків, опитувавши біля 200 радянських неповерненців з метою аналізу їх уряду та суспільства.
1960 року видав книгу «The Soviet Cultural Offensive», в якій розповідалось, що на пропаганду в СРСР виділялися колосальні бюджетні кошти. В Радянському Союзі було 375 000 штатних пропагандистів і 2 млн позаштатних. За кордоном на Росію працювали і російські культурні центри, і радянські дипломати, і закордонні компартії, і російська православна церква, і агентство ТАСС. Лише в 1957 році Радянський Союз видрукував 30 млн книжок на експорт, які продавалися за ціною, нижчою за собівартість. Західна ринкова економіка не могла собі дозволити цього робити, на відміну від СРСР, який міг вкладати великі гроші для пропаганди. Там же він використав новий термін «культурна дипломатія», який розумів як «маніпуляцію культурними матеріалами і кадрами в пропагандистських цілях».
У 1960-х роках був консультантом Державного департаменту США. Він також викладав у Чиказькому та Колумбійському університетах, але більшу частину своєї кар'єри провів на факультеті політології Єльського університету, де працював з 1947 року до свого виходу на пенсію в 1980 році. Він також викладав у Чиказькому та Колумбійському університетах.

### Арешт у Москві
Восени 1963 року був арештований у Москві за звинуваченням у шпигунстві. Близько 19:30 на Хелловін 1963 року коли він перебував біля готелю «Метрополь», коли до нього підійшов незнайомець. Баргхорн працював над книгою про радянську соціологію і наступного ранку мав летіти до Варшави. Він повертався до свого готельного номеру після зустрічі з Волтером Стесселем, міністром-радником США в американському посольстві в Москві. Чоловік, який підійшов до Баргхорна, запитав: «Ви американець?» і простягнув Баргхорну згорток паперів. Не встиг Баргхорн їх оглянути, як відразу ж з'явилися двоє агентів КДБ і заарештували професора. Його відвезли до Луб'янської в'язниці, де він утримувався наступні шістнадцять днів. Його невпинно допитували про нібито шпигунство через щілину у дверях, але він не постраждав. Йому давали примірники російської щоденної газети «Правда» і російськомовну копію роману Теодора Драйзера «Американська трагедія».
Небагато американців у СРСР спочатку зрозуміли відсутність Баргхорна, враховуючи його очікуваний від'їзд до Варшави. Коли стало відомо про його арешт, американські дипломати протестували, і в Єлі та інших місцях відбулися демонстрації. Президент СЩА Джон Кеннеді на своїй прес-конференції в Білому домі 14 листопада засудив дії як «невиправдані». Він заявив, що пан Баргхорн «не був у жодній розвідувальній місії» і назвав затримання «дуже серйозною справою». Президент сказав, що американські відносини з Радянським Союзом були «значно зіпсовані» і попередив, що майбутні продажі пшениці знаходяться під загрозою. Президент зазначив, що Баргхорн «видатний професор з радянських справ, він відіграв дуже корисну та конструктивну роль у організації культурних і наукових обмінів». Колишній директор ЦРУ Аллен Даллес припустив, що Баргхорна могли арештував як помсту за затримання США шофера радянського торгового агентства та підозрюваного в шпигунстві на Ігоря Іванова. Наступного дня після заяви Кеннеді американські дипломати в Росії бойкотували радянсько-американський «концерт дружби», призначений на честь 30-ї річниці відновлення дипломатичних відносин між двома країнами. 
Після 16 днів ув'язнення Радянська влада нарешті звільнила Баргхорна 15 листопада та депортувала його за вказівкою Микити Хрущова. Вони сказали, що покладаються на «особисту стурбованість, висловлену президентом Кеннеді». Перед тим радянський уряд отримав у конфіденційному порядку завірення уряду США про непричетність Баргхорна до розвідувальної роботи. Але навіть після депортації професора, вони все ще наполягали, що він був шпигуном. У кампусі Єльського університету його зустрів мітинг із 2200 осіб. Він неодноразово висловлював вдячність за втручання президента, щоб врятувати його, і був емоційно пригнічений, коли через кілька днів Кеннеді було вбито.
Пан Баргхорн заперечив, що він шпигун, і назвав цей епізод «незрозумілим і загадковим». Він сказав, що під час усіх своїх поїздок до СРСР він дуже дбав про те, щоб уникнути неприємностей, відмовляючись відвідувати будь-кого вдома, проводити більше ніж кілька хвилин з жінкою або носити фотоапарат. Він сказав, що його ув'язнення виснажило, але він не зазнав поганого поводження. На запитання, чи його допитували, він відповів: «Здебільшого». Через інцидент Сполучені Штати припинили переговори з Радянським Союзом про культурні обміни, але переговори були завершені пізніше.

### Особисте життя і смерть
Помер 26 листопада 1991 року у реконвалесцентному будинку Willows у Вудбріджі, штат Коннектикут. За словами його родини, причиною смерті стала дихальна недостатність. У нього залишилась дружина Ніна Пірумофф, з Нью-Гейвена, і племінник Стівен з Карлайла, Массачусетс.

## Праці
Він написав кілька книг і численні статті для The New York Times і фахових журналів.
- The Soviet Image of the United States: A Study in Distortion (1950)
- Soviet Russian Nationalism (1956)
- The Soviet Cultural Offensive: The Role of Cultural Diplomacy in Soviet Foreign Policy (1960)
- Soviet Foreign Propaganda (1964)
- Politics in the USSR (1966)
- Detente and the Democratic Movement in the USSR (1976)